# Forța Internațională de Asistență pentru Securitate
International Security Assistance Force (ISAF) este o misiune de securitate condusă de NATO în Afganistan stabilită prin Rezoluția 1386 a Consiliului de Securitate al ONU la 20 decembrie 2001 în urma Acordului de la Bonn. Misiunea este angajată în Războiul din Afghanistan.
ISAF a avut la început misiunea de a asigura Kabulul și zonele înconjurătoare, înlăturând prezența Talibanilor, al Qaeda și a facțiunilor în conflict, pentru a permite stabilirea Administrației Afgane de Tranziție condusă de Hamid Karzai. În octombrie 2003, Consiliul de Securitate al ONU a autorizat extinderea misiunii ISAF în tot Afganistanul, iar ISAF a acționat în patru etape pentru a asigura întreg teritoriul țării. Din 2006, ISAF a fost implicată în operațiuni de luptă mai intense în sudul Afganistanului, tendință ce a continuat în 2007 și 2008. Atacurile asupra ISAF în alte zone ale Afganistanului sunt și ele în creștere.
Soldații provin din Statele Unite, Regatul Unit, Canada, Australia, Noua Zeelandă, Germania, Franța, Ungaria, Italia, Spania, Turcia, Polonia, Portugalia, România, Croația, Georgia, Danemarca, Belgia, Cehia, Norvegia, Bulgaria, Coreea de Sud, Slovacia, Albania, Azerbaidjan, Slovenia, Singapore, și El Salvador. Intensitatea luptelor  variază mult de la țară participantă la țară participantă, SUA, Regatul Unit și Canada suferind majoritatea pierderilor în operațiunile de luptă, celelalte țări pierzând mai puțin.

## Legături externe
- Participarea României la operațiunile și misiunile Alianței, MAE.ro